# Okręg wyborczy North Lancashire
Okręg wyborczy North Lancashire powstał w 1832 r. i wysyłał do brytyjskiej Izby Gmin dwóch deputowanych. Okręg obejmował północną część hrabstwa Lancashire. Został zlikwidowany w 1885 r.

## Deputowani do brytyjskiej Izby Gmin z okręgu North Lancashire
- 1832–1844: Edward Stanley, lord Stanley, wigowie, od 1837 r. Partia Konserwatywna
- 1832–1874: John Wilson-Patten, Partia Konserwatywna
- 1844–1847: John Talbot Clifton, Partia Konserwatywna
- 1847–1857: James Heywood, wigowie
- 1857–1868: Spencer Cavendish, markiz Hartington, Partia Liberalna
- 1868–1885: Frederick Stanley, Partia Konserwatywna
- 1874–1880: Thomas Henry Clifton, Partia Konserwatywna
- 1880–1885: Randle Joseph Feilden, Partia Konserwatywna